# برطانية السفلى
بَرْطَانِيَة السفلى تشير إلى أجزاء من برطانية غرب إبلورَمِل حيث يتحدث الناس بلغة برطانية تقليديًا وحيث تكون الثقافة المرتبطة بهذه اللغة غزيرة الإنتاج. يميز الاسم عن برطانية العليا الجزء الشرقي من برطانية وهو من الثقافة الرومانسية في الغالب.

بالألوان مقاطعة برطانية السفلى حيث يتم التحدث بلغة برطانية ؛ باللون الأرمد برطانية العليا